# Babá (ur. 1944)
Babá, właśc. Roberto Caveanha (ur. 7 lipca 1944 w Mogi-Guaçu) – brazylijski piłkarz, występujący na pozycji napastnika.

## Kariera klubowa
Karierę piłkarską Babá zaczął w klubie Guarani FC w 1964 roku. W latach 1965–1970 występował w São Paulo FC. W latach siedemdziesiątych występował jeszcze w Guarani FC, Athletico Paranaense, Colorado i EC São Bento.

## Kariera reprezentacyjna
W reprezentacji Brazylii Babá zadebiutował 17 grudnia 1968 w meczu z reprezentacją Jugosławii, wchodząc na boisko za Edu i strzelił bramkę na 3-3. Był to jego jedyny mecz w reprezentacji.